# Ясько Віталій Васильович
Ясько Віталій Васильович — радянський і український художник, художник-постановник. Заслужений працівник культури України (2008). 

## Життєпис
Народився 6 грудня 1948 р. в с. Білий Камінь на Вінниччині. Навчався в Одесі.
Працював на студії «Укртелефільм». Тепер — на Київській кіностудії ім. О. П. Довженка.
Член Товариства «Вінничани у Києві».
Член Національної спілки кінематографістів України.

## Фільмографія
Оформив близько 60 фільмів, у тому числі:
- «Сторінка щоденника» (1973, фільм-спектакль)
- «Кассандра» (1974, фільм-спектакль)
- «Ой не ходи, Грицю, та й на вечорниці» (1978)
- «Страх» (1980)
- «Усмішки Нечипорівки» (1982)
- «Далекий голос зозулі» (1985)
- «Вечорниці» (1986)
- «Дім батька твого» (1986)
- «Вісімнадцятирічні»
- «Назар Стодоля» (1989)
- «Провінціалки» (1990)
- «Капітан Крокус» (1991)
- «Два кроки до тиші» (1991)
- «Америкен бой» (1992)
- «Притча про світлицю» (1994)
- «Залізна сотня» (2004)
- «І світ мене не впіймав...». Григорій Сковорода (2004, реж. Ю. Зморович)
- «Богдан-Зиновій Хмельницький» (2006)
- «Зоряні канікули» (2006)
- «Владика Андрей» (2008, у співавт.)
- «Богородиця під вікном» (2009)
- «Поки станиця спить» (2014)
- «Останній яничар» (2015)
- «Мир вашому дому!» (2017)
- «Пригоди S Миколая» (2018) та ін.